# Daniel Fargeas
 (mai 2015).
Daniel Fargeas est un écologiste né le 10 janvier 1934 à Évreux et mort le 27 juillet 2009 à Perpignan.

## Biographie
Il est connu dès les années 1970 parmi les néo-ruraux pour avoir écrit et publié depuis le village de Vingrau des fiches écologiques, soit environ 40 000 pages de solutions pratiques sur les thèmes de l'écologie, l'énergie, la santé, etc..
Il a travaillé sur le thème de la création de l'argent et du crédit. Il a favorisé la venue du Système d'échange local (SEL) dans les Pyrénées-Orientales en 1995 et il a inventé le Jardin d'échange universel (JEU) en 1998, système qui a commencé à être utilisé au Québec, en Estrie, l’année suivante.